# هرلین رایلی
هرلین رایلی (انگلیسی: Herlin Riley؛ زادهٔ ۱۵ فوریهٔ ۱۹۵۷) موسیقی‌دان و نوازنده درامز اهل ایالات متحده آمریکا است. وی از سال ۱۹۸۴ میلادی تاکنون مشغول فعالیت بوده‌است.